# جيرالد روز
جيرالد روز هو فنان بريطاني، ولد في 1935 في هونغ كونغ البريطانية في المملكة المتحدة.